# Южные Оркнейские острова
Ю́жные Оркне́йские острова́ (англ. South Orkney Islands) — группа островов в южной части Атлантического океана (или в Южном океане, в случае выделения последнего).

## География и климат

Карта Южных Оркнейских островов.

Архипелаг состоит из четырех основных островов, крупнейший из которых остров Коронейшен; его высочайшая точка гора Нивеа (Mount Nivea) достигает отметки 1266 м над уровнем моря. Самый восточный из основных островов — остров Лори (Laurie Island), на котором расположена старейшая постоянно действующая антарктическая станция Оркадас. Еще меньше острова Пауэлл и Сигню. Среди мелких островов можно упомянуть острова Акунья, Ларсен, Робертсон, Саддл и группу Инаксессибл, расположенную в 25 км западнее основной группы.
Общая площадь островов — 622 км², большая их часть покрыта льдом.

### Основные острова
| № | Остров (русск.) | Остров (англ.)    | Площадь, км² | Наивысшая точка, м | Координаты                      |
| - | --------------- | ----------------- | ------------ | ------------------ | ------------------------------- |
| 1 | Коронейшен      | Coronation Island | 457          | 1266               | 60°35′26″ ю. ш. 45°37′30″ з. д. |
| 2 | Лори            | Laurie Island     | 86           | 940                | 60°43′43″ ю. ш. 44°31′05″ з. д. |
| 3 | Пауэлл          | Powell Island     | 20           | 620                | 60°40′59″ ю. ш. 45°01′59″ з. д. |
| 4 | Сигню           | Signy Island      | 19           | 281                | 60°42′41″ ю. ш. 45°38′08″ з. д. |

### Климат
Климат Южных Оркнейских островов холодный, влажный и ветреный. Средняя температура зимой (то есть в июле) — −10 °C, средняя температура летом — около 0 °C. Максимальные значения могут достигать −44 °C и +12 °C, соответственно.

## История

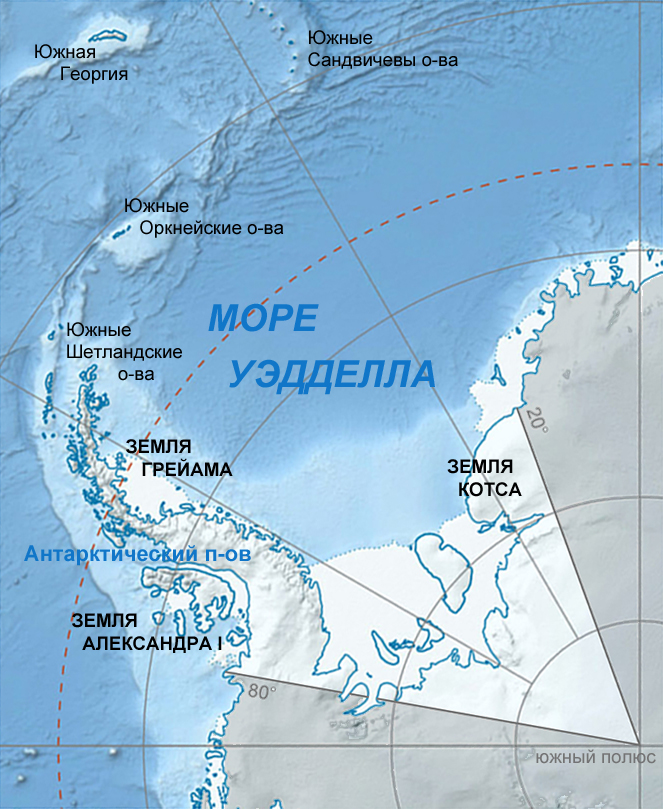
Южные Оркнейские острова как одна из британских Зависимых территорий Фолклендских островов

Южные Оркнейские острова были открыты в 1821 году двумя охотниками на тюленей Натаниэлем Палмером и Джорджем Пауэллом. Изначально острова были названы Группой Пауэлла, а главный остров был назван островом Коронации, поскольку открытие произошло в год коронации короля Георга IV. В 1823 году острова посетил Джеймс Уэдделл, дал архипелагу его современное имя (в честь Оркнейских островов, принадлежащих Шотландии) и переименовал ряд островов. Южные Оркнейские острова расположены почти на той же широте в Южном полушарии, что и Оркнейские острова в северном (60 ° ю. ш. и 59 ° с. ш., соответственно), хотя неизвестно, сыграло ли это роль при названии островов.
Впоследствии острова часто посещались охотниками на тюленей и китобоями, но до экспедиции Уильяма Брюса в 1903, который перезимовал на острове Лори (Laurie), не проводилось никаких исследований. Брюс исследовал острова и организовал метеорологическую станцию, которая перешла к метеорологам из Аргентины после его отплытия в 1904 году. Эта станция действует до сих пор и является старейшей постоянно обитаемой станцией в Антарктике.
В 1908 году Великобритания объявила о своём суверенитете над всеми субантарктическими и антарктическими территориями к востоку и югу от Фолклендских островов, включая Южные Оркнейские острова, — была образована колония Зависимые территории Фолклендских островов. На острове Сигню была учреждена одноимённая исследовательская станция.
Также на острова претендует Аргентина, однако после подписания Договора об Антарктике в 1959 году все территориальные претензии бессрочно заморожены, и острова может использовать любое государство-подписант Договора в научных целях. Великобритания по-прежнему претендует на острова как на часть учреждённой ею в 1962 году Британской антарктической территории, Аргентина же считает острова частью Аргентинской Антарктики. И у Великобритании, и у Аргентины имеется на островах своя полярная станция.

## Полярные станции
- Оркадас (с 1904)
- Сигню (с 1947)